# ليو ماروش
ليو ماروش (بالألمانية: Leo Maros)‏ هو لاعب كرة قدم نمساوي، ولد في 16 يونيو 1999 في النمسا. لعب مع أوستريا فيينا.

## وصلات خارجية
- ليو ماروش على موقع قاعدة بيانات كرة القدم.إي يو (الإنجليزية)
- ليو ماروش على موقع Soccerway.com (الإنجليزية)
- ليو ماروش على موقع عالم كرة القدم.نت (الإنجليزية)